# Pont de la Riera d'Horta
El pont de la Riera d'Horta era un pont que es va construir el 1884 sobre la riera, per tal de facilitar l'accés a la vila d'Horta des de l'estació del tramvia de vapor d'Horta situada al final de la carretera d'Horta, actual passeig de Maragall. Entre el 1964 i 1967 va ser soterrat i la riera es transformà en el carrer del Tajo.

## Història
La seva construcció va ser iniciativa de Francesc Xinxó, promotor del tramvia de vapor d'Horta. Abans de la construcció del pont els usuaris del tramvia que venien de Barcelona havien de creuar la riera a peu per a arribar a Horta. En dies de baixada d'aigües per la riera hi havia un servei municipal que oferien uns homes que passaven a coll les persones que no volien mullar-se.
El tramvia elèctric de Barcelona a Horta, que es va construir el 1901, passava per sobre del pont i pel carrer de Fulton, arribant a la plaça d'Eivissa. Sobre el pont acudien els homes sense feina i esperaven que els contractessin per a qualsevol treball. Per aquest motiu se'n deia pla de l'os, per analogia amb el Pla de l'Os de la Rambla de Barcelona.
El 1954 el pont patí la primera amputació, motivada pel desviament del tramvia per la riera. S'hi va afegir una rampa d'accés pel lateral dret, tapant un ull del pont, quedant només l'altre per desguassar en cas de grans avingudes. L'Ajuntament havia canalitzat la riera en forma de clavegueram els anys quaranta, però amb poca capacitat, tal com va quedar palès en les riades del setembre de 1978. Als anys 1960 es va fer passar el metro per sota del pont, sense afectar-lo.
El pont es va soterrar per les obres del metro entre els anys 1964 i 1967, i l'antiga riera es va convertir en carrer transitable pels cotxes (carrer del Tajo).

## Descripció
El pont, de dos ulls, està construït sobre un basament de pedres treballades, el paredat, lligades entre sí, amb morter gris, i a partir de l'arrencament de l'arcada, la imposta, està construït amb rajols de 28 x 14 cm, lligats també amb morter gris, amb la factura de volta a plec de llibre.